# ユーリ・エヴドキモフ
ユーリ・アレクセーエヴィチ・エヴドキモフ（エフドキモフ、ロシア語: Юрий Алексеевич Евдокимов、Yurii Alexeevich Yevdokimov、1946年1月1日 - ）は、ロシアの政治家。元ムルマンスク州知事。

## 経歴・概要
ソビエト連邦のウクライナ・ソビエト社会主義共和国ローヴネ州クレヴァニ市（現在のウクライナ、リウネ州クレーヴェン）出身。
1963年電気工として働きはじめる。1970年ドニエプロペトロフスク工科大学機械工学科を卒業する。1972年から1974年兵役に就いた後、工場上級技術者、職場長を歴任。1974年ムルマンスク州のトラスト「コフドルストロイ」に招聘され、技師、職場長、上級トラスト職場長を歴任する。その後主任、産業・運輸部長、書記、キーロフ市党第二書記を務めた。1984年レニングラード高級党学校を卒業した。1984年から1990年までムルマンスク州党委建設部長、書記。1990年にはムルマンスク州人民代議員に選出される。1994年資産金融会社「システマ」ムルマンスク支店長。1996年12月、ムルマンスク州行政長官（知事）に選出され、1997年12月、知事に選出される。2000年3月、86.6パーセントの得票で再選される。2004年3月、77.1パーセントの得票で三選される。2007年2月、ムルマンスク州知事に四選されたが、2009年3月、大統領のドミトリー・メドヴェージェフから「海外でぶらぶらし、北極圏の利益に背反する行動をとっている」と批判され、大統領令により解任された。
「名誉勲章」、「祖国への奉仕」勲章勲四等、三等章を受章。